# Missionar der Barmherzigkeit
Missionar der Barmherzigkeit ist eine Aufgabe innerhalb der römisch-katholischen Kirche. Ein Missionar der Barmherzigkeit darf Sünden vergeben, für die sonst allein der Heilige Stuhl zuständig ist. Der Kirchenrechtskodex von 1983 nennt darunter die Hostienschändung, Gewalt gegen den Papst, Lossprechung von Mitschuldigen gegen das sechste Gebot, Bischofsweihe ohne päpstlichen Auftrag und die direkte Verletzung des Beichtgeheimnisses. Ausgenommen ist die Lossprechung von der Sünde der unerlaubten Bischofsweihe.
Die Missionare begleiten Volksmissionen oder andere Veranstaltungen. Dabei geht es stets um die Feier des Sakramentes der Versöhnung.
Im Juni 2019 erteilte Papst Franziskus den katholischen Schiffsseelsorgern die gleichen Befugnisse wie den Missionaren der Barmherzigkeit.